# Подвин при Ползели
Подвин при Ползели (словен. Podvin pri Polzeli) је насељено место у општини Ползела, Савињска регија, Словенија.

## Историја
До територијалне реорганизације у Словенији био је у саставу старе општине Жалец.

## Становништво
У попису становништва из 2011. године, Подвин при Ползели је имао 284 становника.
| Број становника према пописима | Број становника према пописима | Број становника према пописима |
| ------------------------------ | ------------------------------ | ------------------------------ |
| 1991                           | 2002                           | 2011                           |
| 217                            | 235                            | 284                            |

Напомена: До 1952. исказивано под именом Подвин, а од 1952. до 1963. под именом Подвин Врански. Године 2016. извршена је мања размена територије између насеља Подвин при Ползели и Ползела.